# Vatairea lundellii
Vatairea lundellii är en ärtväxtart som först beskrevs av Paul Carpenter Standley, och fick sitt nu gällande namn av Samuel James Record. Vatairea lundellii ingår i släktet Vatairea och familjen ärtväxter. Inga underarter finns listade i Catalogue of Life.